# Munkebo
Munkebo è un centro abitato della Danimarca situato nella regione della Danimarca Meridionale. Fa parte del comune di Kerteminde.